# Natalija Halibarenko

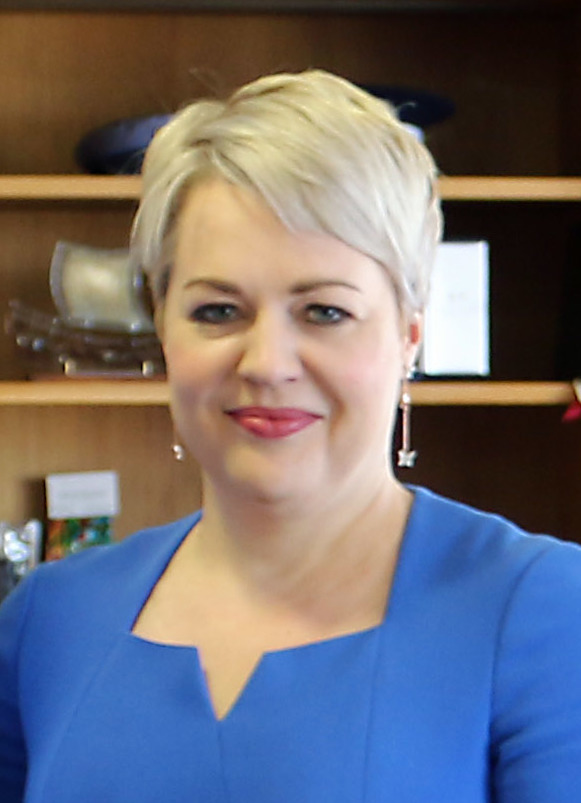
Natalija Halibarenko (2018)

Natalija Mykolajiwna Halibarenko (ukrainisch Ната́лія Микола́ївна Галібаренко, russisch Наталья Николаевна Галибаренко Natalja Nikolajewna Galibarenko; * 12. Mai 1978 in Kiew, Ukrainische SSR, Sowjetunion) ist eine ukrainische Diplomatin. Sie war von 2016 bis 2020 Botschafterin der Ukraine im Vereinigten Königreich.

## Leben
Halibarenko war von Oktober 2012 bis März 2014 Stellvertreterin des Ständigen Vertreters der Ukraine bei den internationalen Organisationen in Wien. Von März 2014 bis Dezember 2015 war sie als Erste stellvertretende Außenministerin ihres Landes tätig.
Am 2. März 2016 übergab Natalija Halibarenko ihre Akkreditierung zur außerordentlichen und bevollmächtigten Botschafterin in London an Königin Elisabeth II. Präsident Poroschenko ernannte sie am 22. Dezember 2016 zur Botschafterin erster Klasse. Im Juli 2020 wurde der ehemalige Außenminister Wadym Prystajko ihr Nachfolger.
Halibarenko ist verheiratet und Mutter eines Sohns.